# Louis Sotelo
Pour les articles homonymes, voir Sotelo.
Luis Sotelo (Séville, 6 septembre 1574 - 1624) est un frère franciscain espagnol envoyé comme missionnaire aux Philippines et au Japon, qui mourut en martyr dans ce dernier pays en 1624, et fut béatifié par le pape Pie IX en 1867.

## Biographie
Sotelo étudie à l'université de Salamanque avant d'entrer au couvent de « Calvario de los Hermanos Menores ». Il est envoyé aux Philippines en 1600, dans le but de mesurer les besoins spirituels de la colonie japonaise de Dilao, jusqu'à ce que celle-ci soit détruite par les forces espagnoles en 1608 après d'intenses combats.
Sotelo se rend alors au Japon où il essaie d'établir une église dans les environs d'Edo. L'église est détruite en vertu de l'interdiction du christianisme sur les terres du shogun Tokugawa, et Sotelo est arrêté et condamné à mort, avant d'être relâché sur l'insistance de Masamune Date, daimyō de Sendai. Sotelo s'installe donc à Sendai où Date tolère et même encourage le christianisme sur ses terres. Masamune n'est pas chrétien, mais il agit pour que son fief de Sendai devienne le concurrent du port de Nagasaki, passage obligé du commerce avec le Nouveau Monde. Situé sur la côte Pacifique, Sendai pourrait relier directement le Japon à la Nouvelle-Espagne, sans avoir à passer par Manille.

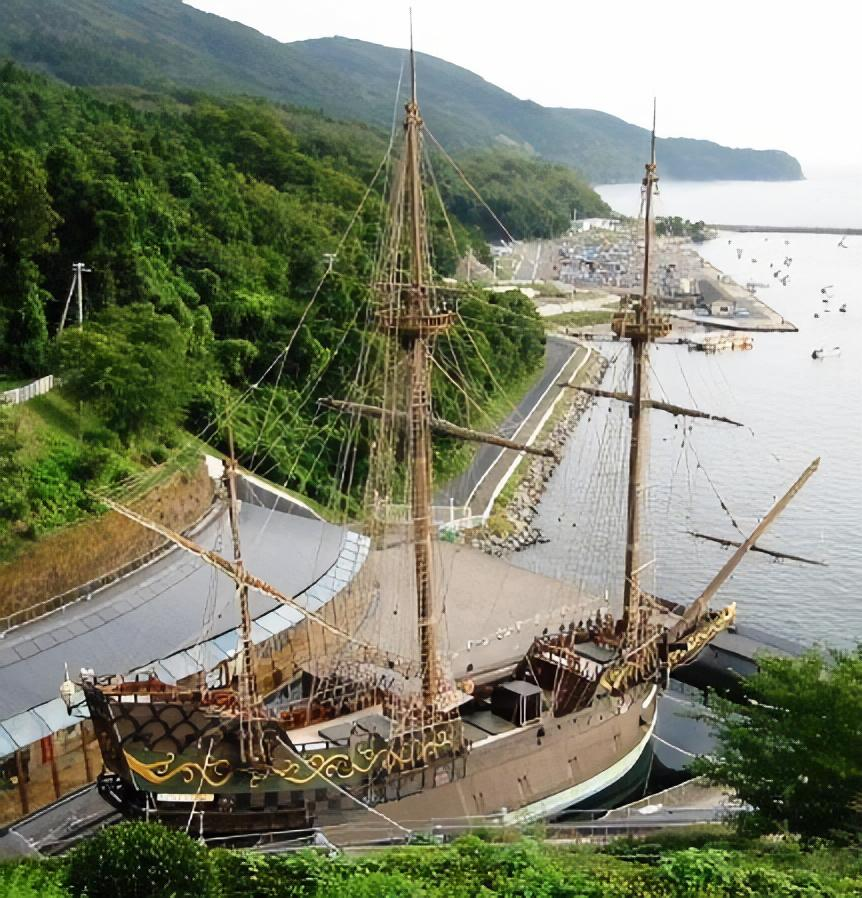
Réplique du galion japonais San Juan Bautista (1613)

Sotelo, issu d'une lignée de diplomates espagnols, espère obtenir, à la faveur de ces échanges, la liberté d'évangélisation et de culte dans la région. En 1614, il accompagne l'ambassade japonaise envoyée par Masamune Date vers l'Europe. L'ambassade est conduite par Tsunenaga Hasekura, et traverse le Pacifique à bord du galion de construction japonaise, le San Juan Bautista. Après une étape au Mexique, l'expédition atteint l'Espagne. Il fait alors baptiser les Japonais à Madrid, avant de les accompagner pour rencontrer le pape Paul V à Rome.
Sotelo raccompagne ensuite l'ambassade jusqu'aux Philippines en 1618, et y séjourne quelque temps, car le christianisme est devenu très lourdement réprimé au Japon. Le Conseil catholique des Indes le renvoie en Nouvelle-Espagne en 1620 pour y poursuivre ses activités de missionnaire.
Sotelo s'arrange finalement pour retourner au Japon en 1622, déguisé en marchand à bord d'une jonque chinoise. Il est découvert et emprisonné. Après deux ans de prison, Luis Sotelo est brûlé vif en compagnie de deux franciscains, d'un jésuite et d'un dominicain, à l'âge de 50 ans.

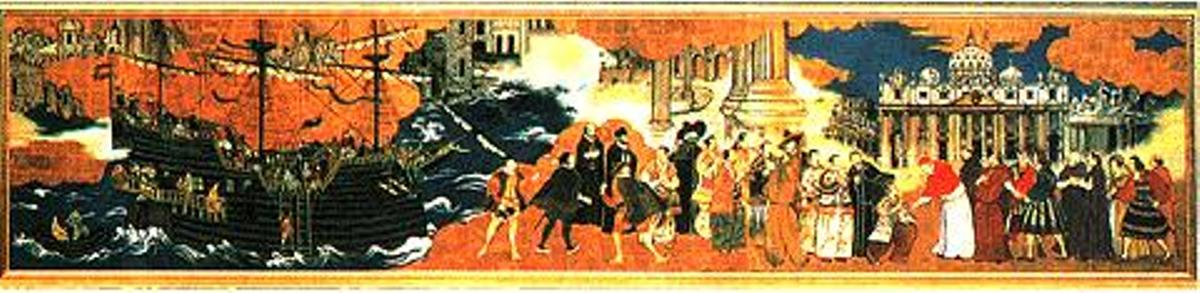
L'ambassade d'Hasekura au Pape à Rome en 1617, accompagnée par Luis Sotelo. Peinture japonaise, XVIIe siècle.